# 福池型補給艦
福池型補給艦（フーチーがたほきゅうかん、英語: Fuchi class replenishment oilers）は、中国人民解放軍海軍の補給艦の艦級に対して付与されたNATOコードネーム。人民解放軍海軍での名称は903型総合補給艦（903型综合补给舰）。

## 来歴
人民解放軍海軍では、1970年代末に福清型補給艦3隻を建造し、本格的な洋上補給艦の運用に着手した。このうち2隻は、1980年に行われた大陸間弾道ミサイル発射実験の一環として、観測艦隊に参加してフィジー沖の南太平洋に派遣されて本格的な外洋作戦行動を行っており、もともとこの任務のために建造されたとする見方もある。その後、1980年代にさらに2隻が追加建造されたものの、これらはまもなく退役し、4番艦は1987年にパキスタン海軍に売却され、3番艦も1989年に商船（タンカー）として転用された。その後、1996年にはウクライナ製のタンカーを購入し、改装のうえで「南倉」として就役させたが、16ノットと鈍足だったために本格的な艦隊随伴用としては不十分であった。
一方、上海市の滬東造船廠では、1994年よりタイ王国海軍向けの補給艦として「シミラン」 (HTMS Similan) を建造していた。これは、人民解放軍海軍用の新型補給艦として設計されていた試案をもとにタイ海軍の要求に応じて改正したものであり、北大西洋条約機構 (NATO) の基準に基づいて建造されていた。本型は、この「シミラン」をもととして人民解放軍海軍向けに再設計したものである。計画は1999年より着手されたが、「シミラン」の実績があったことから順調に進展し、2002年より建造が開始されて、2005年までに2隻が就役した。
これらの艦は2008年末から開始されたソマリア沖海賊対策に投入され、洋上補給を支えたが、この経験から洋上補給能力を強化する必要性が痛感されたことから、2013年より更に改良型（903A型）7隻が追加建造された。

## 設計
上記の経緯より、本型の船体設計はおおむね「シミラン」と同様のものとなっており、前方の艦橋構造物と後方の煙突を含む上部構造物に二分された上部構造物の配置や、長船首楼型という船型も同様である。ただし、船楼後部は延長されて艦内容積を増しているほか、ヘリコプター甲板下の艤装に差異が生じているため、艦尾の形状も異なっている。このほか、舷窓を設けているのも相違点である。
主機関は「シミラン」と同構成で、V型16気筒のSEMT ピルスティク16PC2-6 V400ディーゼルエンジンを2基搭載している。また、推進器はKaMeWa社製の可変ピッチ・プロペラである。
なお、船体設計については、904型輸送艦、920型病院船にも流用されているとみられている。

## 能力

### 補給機能
洋上移送
中部甲板に門型ポスト2基を備えており、前方が燃料用、後方がドライカーゴ用とされている。このうち前方のポストは「南倉」のものと同様の形状で、両側に2か所ずつの補給ステーションが設定されていることから、片舷につき燃料用の補給ステーションが2か所、ドライカーゴ用の補給ステーションが1か所あることになる。このほか、艦尾からの縦曳き給油も可能である。
補給指揮所は各ポストごとに設けられており、艦橋構造物後部、中央部、後部上部構造物前部の各両舷側に位置している。
艦尾甲板はヘリコプター甲板とされており、後部上部構造物に設けられたハンガーには中型ヘリコプター1機を搭載し、VERTREPに用いることができる。
物資格納
合計で11,400トンの物資を搭載できる。アメリカ海軍協会 (USNI) では、標準的な搭載内容は下記であると推測している。ただし、中国語圏を中心に、航空燃料の搭載量はより少ないとの推測もある。
- 貨油（艦艇燃料）7,900トン
- 航空燃料2,500トン
- 真水250トン
- 潤滑油70トン
- ドライカーゴ680トン（弾薬、糧食を含む）

### 自衛機能
兵装として、艦橋前およびヘリコプター格納庫上にH/PJ-76F 37mm連装機銃各2基、合計4基を装備している。タイプシップの「シミラン」と同様の設置位置だが、同艦では設置スペースのみで装備されないままとなっているのに対し、本型では新造時より搭載されている。また、ソマリア沖海賊対策部隊に参加した艦では、新しい遠隔操作式のH/PJ-15 30mm単装機銃を搭載している。
レーダーとしては航法用のほか、対空対水上捜索用の354型レーダーを装備している可能性がある。

## 同型艦
| 設計   | 艦番号      | 艦名                    | 造船所         | 進水            | 就役            | 配属     |
| ------ | ----------- | ----------------------- | -------------- | --------------- | --------------- | -------- |
| 903型  | 886         | 千島湖 (Qiandaohu)      | 上海滬東造船廠 | 2003年 5月29日  | 2005年 4月30日  | 東海艦隊 |
| 903型  | 887         | 微山湖 (Weishanhu)      | 広州広船国際   | 2003年 6月      | 2005年          | 南海艦隊 |
| 903A型 | 889         | 太湖 (Taihu)            | 広州広船国際   | 2012年 3月22日  | 2013年 6月18日  | 北海艦隊 |
| 903A型 | 890         | 巣湖 (Chaohu)           | 上海滬東造船廠 | 2012年 5月6日   | 2013年 9月12日  | 東海艦隊 |
| 903A型 | 902 (旧960) | 東平湖 (Dongpinghu)     | 広州広船国際   | 2014年 5月30日  | 2015年 12月27日 | 北海艦隊 |
| 903A型 | 904 (旧966) | 高郵湖 (Gaoyouhu)       | 広州広船国際   | 2014年 12月30日 | 2016年 1月29日  | 東海艦隊 |
| 903A型 | 906 (旧963) | 洪湖 (Honghu)           | 広州広船国際   | 2015年          | 2016年 7月15日  | 南海艦隊 |
| 903A型 | 907 (旧964) | 駱馬湖 (Luomahu)        | 上海滬東造船廠 | 2015年          | 2016年 7月15日  | 南海艦隊 |
| 903A型 | 903 (旧968) | 可可西里湖 (Kekesilihu) | 広州広船国際   | 2018年 5月18日  | 2019年 7月29日  | 北海艦隊 |